# Last Year's Songs — Greatest Hits
Last Year's Songs — Greatest Hits — збірка пісень шведської співачки Лізи Місковскі, видана у 2008 році лейблами Stockholm Records та Universal Music Group. До компіляції увійшли треки з трьох попередніх альбомів співачки, а також два варіанти пісні Another Shape of My Heart, що є видозміною треку Backstreet Boys Shape of My Heart, співавтором якого є Ліза Місковскі. Окрім того збірка містить дві пісні, виконані співачкою разом з Крістіаном Челльвандером та американським гуртом The Lost Patrol. Фотографію Лізи для обкладинки виконанав фотограф Маттіас Едвалль.
Не зважаючи на те, що реліз був лише компіляцією виданих раніше треків, альбом піднявся до 13ої сходинки у шведському топ-чарті.

## Список пісень
| #   | Назва                                           | Тривалість |
| --- | ----------------------------------------------- | ---------- |
| 1.  | «Driving One of Your Cars»                      | 3:46       |
| 2.  | «Another Shape of My Heart»                     | 5:15       |
| 3.  | «What If»                                       | 3:39       |
| 4.  | «Quietly»                                       | 4:10       |
| 5.  | «Sad Lullaby»                                   | 4:20       |
| 6.  | «Raindrops Keep Falling On My Head»             | 4:11       |
| 7.  | «Hanna Från Arlöv» (feat. Крістіан Челльвандер) | 4:23       |
| 8.  | «Alright» (feat. The Lost Patrol)               | 3:40       |
| 9.  | «Lady Stardust»                                 | 4:38       |
| 10. | «Sing To Me»                                    | 4:35       |
| 11. | «A Brand New Day»                               | 3:42       |
| 12. | «Take Me By The Hand»                           | 3:52       |
| 13. | «Back To Stoneberry Road»                       | 3:01       |
| 14. | «Mary»                                          | 4:08       |
| 15. | «Sweet Misery»                                  | 4:15       |
| 16. | «Acceptable Losses»                             | 5:05       |
| 17. | «Little Bird»                                   | 3:57       |
| 18. | «Last Year's Song»                              | 4:25       |
| 19. | «Another Shape Of My Heart» (рімейк Bassflow)   | 3:28       |